# 21-Hidroksipregnenolon
21-Hidroksipregnenolon, takođe poznat kao prebediolon, kao i 3β,21-dihidroksipregn-5-en-20-on, jeste prirodni endogeni pregnanski steroid i intermedijar u biosintezi deoksikortikosterona (21-hidroksiprogesteron), kortikosterona (11β,21-dihidroksiprogesteron), i drugih kortikosteroida. On se formira iz pregnenolona u nadbubrežnim žlezdama.
21-acetatni estar 21-hidroksipregnenolon, prebediolon acetat, opisan je kao glukokortikoid i korišten je u tretmanu reumatoidnog artritisa.

## Spoljašnje veze
- Metabocard for 21-Hydroxypregnenolone (HMDB04026) - Human Metabolome Database